# سيغموند لارسن
سيغموند لارسن (بالنرويجية البوكمول: Sigmund Larsen)‏ هو مهندس نرويجي، ولد في 28 مايو 1921، وتوفي في 23 يناير 2007.